# Vara (gemeente in Estland)
Vara (Estisch: Vara vald) is een voormalige gemeente in het noordoosten van de Estische provincie Tartumaa. De gemeente telde 1821 inwoners op 1 januari 2017 en had een oppervlakte van 333,3 km². Daarmee was Vara naar oppervlakte de grootste landgemeente van de provincie.
In oktober 2017 werd de gemeente bij de gemeente Peipsiääre gevoegd.
De gemeente telde 28 dorpen. Het grootste dorp was Koosa, gevolgd door het hoofddorp Vara.

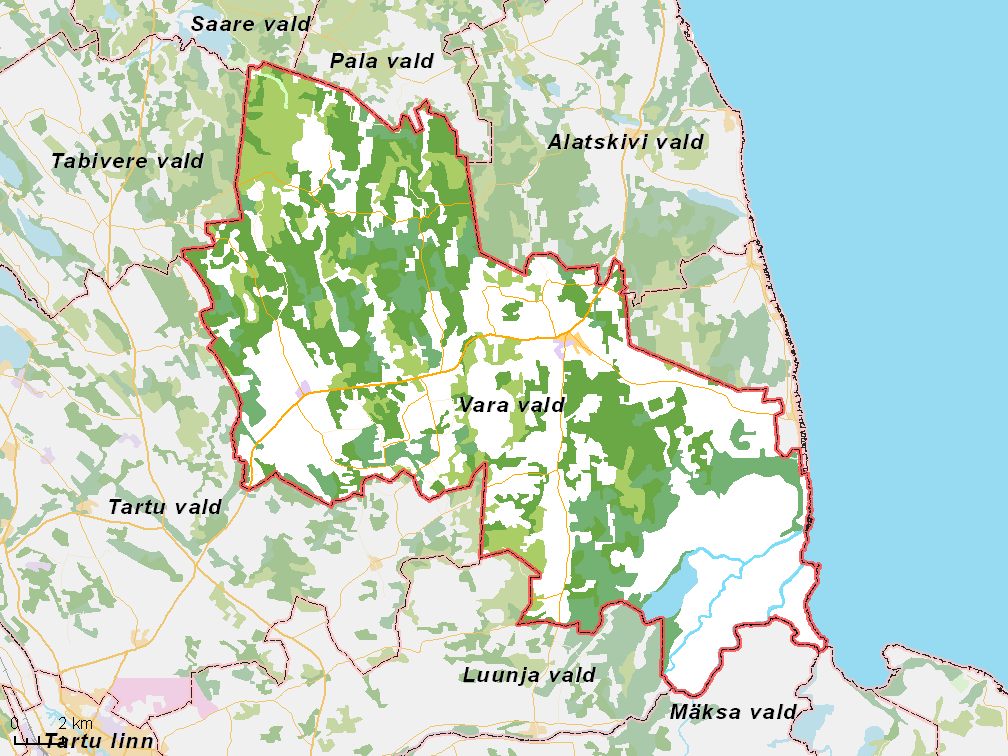
De gemeente met omliggende gemeenten, situatie begin 2017